# Bill Huizenga
William P. "Bill" Huizenga (ur. 31 stycznia 1969 w Zeeland) – amerykański polityk, członek Partii Republikańskiej i kongresman ze stanu Michigan (od roku 2011).